# EHF Champions League 2022-23 (kvinder)
EHF Champions League 2022-23 er den 30. udgave af EHF Champions League for kvinder, som er en turnering for de bedste håndboldklubber i Europa for kvinder og arrangeres af European Handball Federation.
Finalen blev for tredje år i træk vundet af norske Vipers Kristiansand, der besejrede FTC-Rail Cargo Hungaria i finalen.

## Turneringsformat
Turneringen starter med det indledende gruppespil med 16 hold, fordelt på to grupper, hvor der spilles alle mod alle, hjemme og ude. I gruppe A og B, kvalificerer de to øverste hold sig direkte til kvartfinalen, hvor hold rangeret 3. til 6. går ind i slutspillet.
Udslagsfasen inkluderer af fire runder: slutspillet, kvartfinalen og Final 4-turnering bestående af to semifinaler og finalen. I slutspillet parres otte hold mod hinanden i hjemme-og ude-kampe. De fire samlede vindere af slutspillet, går videre til kvartfinalen og slutter sig til de to øverste hold i gruppe A og B. De otte kvartfinalister er også parret mod hinanden i hjemme-og ude-kampe, hvor de fire samlede vindere kvalificerer sig til sidste Final 4-turnering i maj 2022.
I de sidste fire tilbageværende hold, spiller semifinaler og finale som enkeltkampe, i forbindelse med Final 4-eventet der afholdes i MVM Dome i Budapest, Ungarn.

## Deltagende hold
București

I alt ansøgte 17 hold om en plads i sæsonens Champions League-gruppespil. Den endelige liste over deltagende hold, blev offentliggjort den 27. juni 2022. Borussia Dortmunds ansøgning blev som den eneste, afvist. 
| RK Lokomotiva Zagreb    | DHK Baník Most  | Odense Håndbold     | Team Esbjerg            |
| Brest Bretagne Handball | Metz Handball   | SG BBM Bietigheim   | FTC-Rail Cargo Hungaria |
| Győri Audi ETO KC       | Budućnost BEMAX | Vipers Kristiansand | Storhamar HE            |
| CS Rapid București      | CSM București   | RK Krim Mercator    | Kastamonu Bld. GSK      |